# La Ventafocs (pel·lícula de 2021)
La Ventafocs (Cinderella en anglès) és una pel·lícula de comèdia musical romàntica, escrita i dirigida per Kay Cannon, qui va basar-se en el conte de fades de Charles Perrault. És protagonitzada per la cantant Camila Cabello, acompanyada per Idina Menzel, Minnie Driver, Nicholas Galitzine, Billy Porter i Pierce Brosnan. És un musical de jukebox, que inclou èxits de pop i rock, a més de diverses cançons originals.
El desenvolupament de la pel·lícula va començar l'abril del 2019, quan Sony Pictures va anunciar una pel·lícula d'estil musical de Ventafocs, amb l'escriptura i la direcció de Cannon. La pel·lícula va ser produïda per James Corden, a través de Fulwell 73 amb Leo Pearlman, Jonathan Kadin i Shannon McIntosh. La fotografia principal va començar el febrer del 2020 als estudis Pinewood i es va suspendre el març del 2020 a causa de la pandèmia COVID-19. La producció es va reprendre a l'agost de 2020 i va concloure al setembre.
La Ventafocs es va llançar en sales selectes i digitalment a Amazon Prime Video el 3 de setembre de 2021. La pel·lícula va rebre crítiques mixtes de la crítica.
| Fitxa tècnica | Fitxa tècnica                                                           |
| ------------- | ----------------------------------------------------------------------- |
| Direcció      | Kay Cannon                                                              |
| Producció     | James Corden Jonathan Kadin Shannon McIntosh Leo Pearlman Louise Rosner |